# Archeologická mapa České republiky
Archeologická mapa České republiky (AMČR) je databázová aplikace zahrnující základní údaje o archeologickém dědictví na území ČR. Integruje údaje o připravovaných a probíhajících archeologických terénních výzkumech, jejich odborných výsledcích a dalších archeologických terénních aktivitách, nálezech a lokalitách v ČR, včetně údajů retrospektivních. V roce 2015 se AMČR stala jednotným systémem evidence terénních výzkumů v obou Archeologických ústavech AV ČR (v Praze a Brně), které databázi společně spravují. Na základě vzájemných dohod je AMČR postupně zaváděna i do agendy ostatních odborných institucí. V současné době obsahuje AMČR informace o cca 100 tisících archeologických terénních akcích, roční přírůstek se pohybuje v řádů tisíců. AMČR je hlavním pilířem oborové infrastruktury Archeologický informační systém ČR (AIS CR). S Archeologickou mapou ČR je svými uživatelskými účty propojena webová aplikace Digitální archiv AMČR, která je určená k prohlížení digitálních dokumentů.

## Historie
AMČR vychází po obsahové stránce z přístupů tradičně užívaných v Archeologickém ústavu AV ČR (dříve ČSAV) v Praze (dále ARÚP) k evidenci terénních výzkumů. Radikální obrat přinesla komputerizace oboru na počátku devadesátých let dvacátého století vedoucí k formalizaci postupů a zpřesnění datového modelu. Ze struktury AMČR vyšel v devadesátých letech i Státní archeologický seznam ČR vedený v Národním památkovém ústavu. Rozvoj AMČR umožnila řada projektů zaměřených na rozvoj oborové infrastruktury po roce 2000 a její začlenění do AIS CR.
- 1990: vznik Archeologické databáze Čech (ADČ), první české databázové aplikace zaměřené na evidenci archeologických výzkumů a nálezů (ARÚP)[4]
- 1991 a dále: vývoj databáze v Oddělení prostorové archeologie ARÚP a její zavedení pro centrální sběr dat o terénních aktivitách v agendě ARÚP
- 2000–2003: projekt Archeologický potenciál Čech: riziko archeologického výzkumu (ARÚP, M. Kuna)[5]
- 2008: vznik Internetové databáze archeologických výzkumů (IDAV), systému evidence připravovaných a probíhajících výzkumů (v dikci AMČR tzv. „projektů“) na ARÚP, postupné zapojování většiny odborných organizací ČR
- 2012–2015: projekt Archeologická mapa ČR. Systém pro sběr, správu a prezentaci dat, v jehož rámci proběhla revize dat ADČ a vytvoření programové aplikace pro sběr a správu dat (ARÚP, M. Kuna)
- 2015: připojení Archeologického ústavu v Brně k jednotnému systému AMČR, de facto sjednocení systému evidence archeologického dědictví na celém území ČR
- 2016: vznik Archeologického informačního systému ČR (AIS CR)
- 2017: spuštění AMČR v ostrém provozu, postupné připojování oprávněných organizací
- 2017–2021: technický, datový a vědecký rozvoj infrastruktury v rámci projektu OP VVV (Archeologický informační systém ČR – druhá generace)

## Principy
K hlavním principům a cílům AMČR patří:
- spolupráce celé odborné komunity včetně zainteresovaných laiků na shromažďování dat[6], která tvoří základ sdílené a široce přístupné výzkumné infrastruktury (crowdsourcing)
- evidence archeologických dat v podobě „autoritního seznamu“ výzkumů, nálezů a lokalit na území ČR, v němž každá položka získává jedinečný a trvalý (persistentní) identifikátor jako základní předpoklad pro přehlednou správu a integraci dat
- zavedení modelu archeologického terénního výzkumu jakožto dynamického procesu a definice jeho základních fází od okamžiku přípravy po podání závěrečné nálezové zprávy, stanovení uživatelských rolí
- definice základních kategorií terénního výzkumu (archeologická akce, projekt, komponenta akce, lokalita, dokumentační jednotka atd.) a heslářů pro popis jeho výsledků
- důsledná prostorová evidence všech terénních výzkumů a pozorování (včetně pozorování s negativními výsledky), a to v zeměpisných souřadnicích s pomocí nástrojů GIS
- revize starších archeologických výzkumů a nálezů, systematická evidence lokalit zjištěných terénním průzkumem různých typů
- snaha o zpřístupnění maximálního množství dat odborné i širší veřejnosti (s vyloučením pouze těch údajů, které by mohly být pro archeologické dědictví neúměrně ohrožující).

## Základní kategorie
Základní kategorií AMČR je archeologická akce, logická část terénní archeologické činnosti, sloužící jako jednotka evidence. Je definována jako soubor nálezů a pozorování získaný konkrétní osobou a organizací ve vymezeném časovém úseku, na vymezeném místě a pomocí definovaných metod. Pokud je výzkum zaznamenán ještě před svým terénním provedením, hovoříme o projektu, který se později může rozdělit do několika archeologických akcí. Při popisu můžeme archeologické akce dělit na dokumentační jednotky (prostorové celky, např. sondy) a ty potom dále na komponenty (funkčně a chronologicky jednotné celky nálezů). Lokalitou rozumíme prostorový celek definovaný metodami povrchového či leteckého průzkumu, který zhruba odpovídá jednotkám historické krajiny modifikované formačními procesy (např. hradiště, mohylník, zaniklá středověká ves).
K AMČR lze připojovat i jednotky typu archeologických dokumentačních bodů evidované v rámci Integrovaného informačního systému archeologických pramenů Prahy, který lze potenciálně použít k podrobnější dokumentaci libovolných dalších areálů zájmu.

## Provoz
Aplikaci AMČR je možné uživateli zdarma stáhnout z webu Archeologická mapa ČR a nainstalovat na počítači. K datům aplikace přistupuje prostřednictvím internetového připojení. Pokud je uživatel registrován (role „badatel“ a „archeolog“), může vkládat záznamy o vlastních archeologických průzkumech a výzkumech.
Archeologické ústavy AV ČR, jiné oprávněné instituce nebo stavebníci mohou do AMČR pomocí jednoduchého webového formuláře vložit informaci o plánovaném terénním zásahu. AMČR tak zjednodušuje a digitalizuje procesy probíhající v souladu s poměrně zastaralým zákonem o státní památkové péči. Informace zde jsou k dispozici oprávněným archeologickým organizacím, které si po dohodě se stavebníkem mohou výzkum „přihlásit“. Tím se zavazují k jeho provedení, přičemž o zahájení a ukončení terénních prací podávají prostřednictvím AMČR informaci. Do tří let od ukončení terénního výzkumu očekává systém vytvoření strukturovaného záznamu o jeho výsledcích a vložení nálezové zprávy.  
Kromě správy aktuálních dat o probíhajících terénních výzkumech rozšiřuje tým AMČR databázi o údaje o dřívějších terénních výzkumech a lokalitách, a to z různých dostupných zdrojů (kartotéky, publikované seznamy, periodika Výzkumy v Čechách a Přehled výzkumů, jednotlivé institucionální archivy atd.), a to především prostřednictvím speciálně zaměřených projektů (např. Archeologický informační systém ČR – druhá generace).
Kromě samotných dat o terénních výzkumech je součástí AMČR i mapa a sbírka dokumentů zahrnující především nálezové zprávy (na základě dohod odevzdávané archivům ARÚP a ARÚB všemi oprávněnými organizacemi) a další terénní dokumentaci (fotografie, plány atd. – především z činnosti ARÚP a ARÚB). Tato dokumentace je uživatelům zpřístupněna prostřednictvím webové aplikace Digitální archiv AMČR.